# 片岡涼亮
片岡 涼亮（かたおか りょうすけ、1997年10月22日 - ）は、ジャパンラグビーリーグワン花園近鉄ライナーズに所属するラグビー選手。

## プロフィール
- 大阪府出身[1]。
- ポジションはウィング(WTB)、センター(CTB)。
- 身長 171 cm、体重 83 kg
- 関西学生代表に選ばれたことがある[2]。

## 略歴
2016年、流経大柏高校卒業後、立命館大学に入る。
2020年、立命館大学卒業後、近鉄ライナーズ(現・花園近鉄ライナーズ)に加入。
2021年2月14日に行われたジャパンラグビートップチャレンジリーグ2021第1節清水建設ブルーシャークス戦に先発出場で公式戦初出場を果たす。